# Copa de Armenia 2022-23
La Copa de Armenia 2022-23 fue la 32.ª edición anual de la Copa de Armenia. El campeón recibió un cupo en la Liga Europa Conferencia de la UEFA 2023-24.

## Formato
En la competencia, los cuatro mejores equipos de la Primera Liga de Armenia 2021-22 se unieron a los 10 equipos de la Liga Premier de Armenia 2022-23. En la primera ronda no intervinieron los clubes participantes en la fase de grupos de las competiciones europeas 2022-23. La competencia se jugó del 4 de octubre de 2022 al 13 de mayo de 2023, con 8 equipos en la fase eliminatoria comenzando con los cuartos de final, seguido de las semifinales y la final. Esta edición se jugó a partido único en todas las fases.

## Calendario
El sorteo de la Copa de Armenia 2022-23 se realizó el 20 de septiembre de 2022.
| Fase         | Ronda            | Fecha                         |
| ------------ | ---------------- | ----------------------------- |
| Eliminatoria | Primera ronda    | 4 al 6 de octubre de 2022     |
| Eliminatoria | Cuartos de final | 24 al 26 de noviembre de 2022 |
| Eliminatoria | Semifinales      | 5 de abril de 2023            |
| Eliminatoria | Final            | 13 de mayo de 2023            |

## Primera ronda
Los partidos se jugaron el 4, 5 y 6 de octubre de 2022.
| Equipo 1         | Resultado | Equipo 2        |
| ---------------- | --------- | --------------- |
| Ararat Ereván    | 0–4       | Ararat-Armenia  |
| Mika             | 1–2       | Gandzasar Kapan |
| West Armenia     | 1–4       | Alashkert       |
| Syunik           | 1–5       | Shirak          |
| Lernayin Artsakh | 1–3       | Van             |
| BKMA Ereván      | 0–1       | Noah            |

## Cuadro de desarrollo
|  | Cuartos de final              | Cuartos de final              | Cuartos de final              |                 |        | Semifinales            | Semifinales            | Semifinales            |  |        | Final              | Final              | Final              |  |
|  | 24 al 26 de noviembre de 2022 | 24 al 26 de noviembre de 2022 | 24 al 26 de noviembre de 2022 |                 |        | 5 y 6 de abril de 2023 | 5 y 6 de abril de 2023 | 5 y 6 de abril de 2023 |  |        | 13 de mayo de 2023 | 13 de mayo de 2023 | 13 de mayo de 2023 |  |
|  |                               |                               |                               |                 |        |                        |                        |                        |  |        |                    |                    |                    |  |
|  |                               |                               |                               |                 |        |                        |                        |                        |  |        |                    |                    |                    |  |
|  | Shirak                        | Shirak                        | 2                             |                 |        |                        |                        |                        |  |        |                    |                    |                    |  |
|  | Shirak                        | Shirak                        | 2                             |                 |        |                        |                        |                        |  |        |                    |                    |                    |  |
|  | Van                           | Van                           | 0                             |                 |        |                        |                        |                        |  |        |                    |                    |                    |  |
|  | Van                           | Van                           | 0                             |                 | Shirak | Shirak                 | 1 (2)                  |                        |  |        |                    |                    |                    |  |
|  |                               |                               |                               |                 | Shirak | Shirak                 | 1 (2)                  |                        |  |        |                    |                    |                    |  |
|  |                               |                               | Pyunik                        | Pyunik          | 1 (1)  |                        |                        |                        |  |        |                    |                    |                    |  |
|  | Pyunik                        | Pyunik                        | Pyunik                        | Pyunik          | 1 (1)  | 3                      |                        |                        |  |        |                    |                    |                    |  |
|  | Pyunik                        | Pyunik                        |                               |                 |        |                        |                        |                        |  |        |                    |                    |                    |  |
|  | Noah                          | Noah                          | 0                             |                 |        |                        |                        |                        |  |        |                    |                    |                    |  |
|  | Noah                          | Noah                          | 0                             |                 |        |                        |                        |                        |  | Shirak | Shirak             | 1                  |                    |  |
|  |                               |                               |                               |                 |        |                        |                        |                        |  | Shirak | Shirak             | 1                  |                    |  |
|  |                               |                               | Urartu                        | Urartu          | 2      |                        |                        |                        |  |        |                    |                    |                    |  |
|  | Ararat-Armenia                | Ararat-Armenia                | Urartu                        | Urartu          | 2      | 0                      |                        |                        |  |        |                    |                    |                    |  |
|  | Ararat-Armenia                | Ararat-Armenia                |                               |                 |        |                        |                        |                        |  |        |                    |                    |                    |  |
|  | Urartu                        | Urartu                        | 4                             |                 |        |                        |                        |                        |  |        |                    |                    |                    |  |
|  | Urartu                        | Urartu                        | 4                             |                 | Urartu | Urartu                 | 4                      |                        |  |        |                    |                    |                    |  |
|  |                               |                               |                               |                 | Urartu | Urartu                 | 4                      |                        |  |        |                    |                    |                    |  |
|  |                               |                               | Gandzasar Kapan               | Gandzasar Kapan | 0      |                        |                        |                        |  |        |                    |                    |                    |  |
|  | Gandzasar Kapan               | Gandzasar Kapan               | Gandzasar Kapan               | Gandzasar Kapan | 0      | 0 (5)                  |                        |                        |  |        |                    |                    |                    |  |
|  | Gandzasar Kapan               | Gandzasar Kapan               |                               |                 |        |                        |                        |                        |  |        |                    |                    |                    |  |
|  | Alashkert                     | Alashkert                     | 0 (4)                         |                 |        |                        |                        |                        |  |        |                    |                    |                    |  |
|  | Alashkert                     | Alashkert                     | 0 (4)                         |                 |        |                        |                        |                        |  |        |                    |                    |                    |  |
|  |                               |                               |                               |                 |        |                        |                        |                        |  |        |                    |                    |                    |  |

## Cuartos de final
Los partidos se jugaron el 24, 25 y 26 de noviembre de 2022.
| Equipo 1        | Resultado    | Equipo 2  |
| --------------- | ------------ | --------- |
| Shirak          | 2–0          | Van       |
| Gandzasar Kapan | 0–0 (5–4 p.) | Alashkert |
| Ararat-Armenia  | 0–4          | Urartu    |
| Pyunik          | 3–0          | Noah      |

## Semifinales
Los partidos se jugaron el 5 y 6 de abril de 2023.
| Equipo 1 | Resultado    | Equipo 2        |
| -------- | ------------ | --------------- |
| Shirak   | 1–1 (2–1 p.) | Pyunik          |
| Urartu   | 4–0          | Gandzasar Kapan |

## Final
La final se jugó el 13 de mayo de 2023 en el estadio Republicano Vazgen Sargsyan.
| 13 de mayo de 2023 | Shirak      | 1 – 2   | Urartu                          | Estadio Republicano Vazgen Sargsyan, Ereván |                              |
| 19:00 (UTC+4)      | Bakayoko 6' | Reporte | - Khurtsidze 1' - Melkonyan 85' | Árbitro(s): Andris Treimanis                | Árbitro(s): Andris Treimanis |

|                           |
| Bandera de Armenia        |
| Campeón Urartu 4.º título |

## Equipos
| Ronda            | Clubes restantes | Clubes involucrados | Ganadores de la ronda anterior | Nuevas equipos en esta ronda | Ligas que entran en esta ronda                                            |
| ---------------- | ---------------- | ------------------- | ------------------------------ | ---------------------------- | ------------------------------------------------------------------------- |
| Primera ronda    | 12               | 12                  | ninguno                        | 12                           | 8 equipos de la Liga Premier de Armenia 4 equipos Primera Liga de Armenia |
| Cuartos de final | 8                | 8                   | 6                              | 2                            | 2 equipos de la Liga Premier de Armenia                                   |
| Semifinales      | 4                | 4                   | 4                              | ninguno                      | ninguno                                                                   |
| Final            | 2                | 2                   | 2                              | ninguno                      | ninguno                                                                   |